# Phyllis Harding
Phyllis Harding   (Wandsworth, 15 de desembre de 1907 - Rugby, 16 de novembre de 1992), posteriorment coneguda amb el nom de casada Phyllis Turner, va ser una nedadora anglesa que va disputar quatre edicions dels Jocs Olímpics durant les dècades de 1920 i 1930.
El 1924, a París, va guanyar la medalla de plata en la prova dels 100 metres esquena del programa de natació. Quatre anys més tard, a Amsterdam, quedà eliminada en sèries en la mateixa prova. El 1932, a Los Angeles, fou quarta en els 100 metres esquena i el 1936, a Berlín, setena en la mateixa prova.
En el seu palmarès també destaquen tres medalles als Campionats d'Europa de natació, una de plata i dues de bronze entre les edicions de 1927 i 1931.